# Atteva siderea
Atteva siderea is een vlinder uit de familie Attevidae. De wetenschappelijke naam van de soort werd in 1891 gepubliceerd door Thomas de Grey Walsingham.